# Winchester Model 70
Winchester Model 70 — американская спортивная винтовка с продольно-скользящим затвором, представленная в 1936 году. Благодаря своей популярности получила неформальное прозвище «The Rifleman’s Rifle».
Конструкция во многом похожа на разработки компании Mauser и является развитием модели Winchester Model 54. С 1936 года по 1980 год оружие производилось компанией Winchester Repeating Arms Company, начиная с 1980-х годов до 2006 года производилось фирмой U.S. Repeating Arms по соглашению с Olin Corporation. В течение всего периода производства винтовка предлагалась в различных исполнениях и вариантах, в том числе и под различные боеприпасы. Неполный список включает .22 Hornet, .222 Remington, .223 Remington, .22-250 Remington, .223 WSSM, .225 Winchester, .220 Swift, .243 Winchester, .243 WSSM, .250-3000 Savage, .257 Roberts, .25-06 Remington, .25 WSSM, 6,5×55 мм, .264 Winchester Magnum, .270 Winchester, .270 WSM, .270 Weatherby Magnum, .280 rem., 7×57 мм, 7mm-08, 7 mm Remington Magnum, 7mm WSM, 7mm STW, .300 Savage, .30-06 Springfield, .308 Winchester, .300 H&H Magnum, .300 Winchester Magnum, .300 WSM, .300 Weatherby Magnum, .300 RUM, .325 WSM, .338 Winchester Magnum, .35 Remington, .358 Winchester, .375 H&H Magnum, .416 Remington Magnum, .416 Rigby, .458 Winchester Magnum и .470 Capstick.

## Пользователи
- Австралия
- Канада
- Япония
- Мексика
- Новая Зеландия
- Филиппины
- США